# Domašov u Šternberka
Domašov u Šternberka är en ort i Tjeckien.   Den ligger i regionen Olomouc, i den östra delen av landet, 210 km öster om huvudstaden Prag. Domašov u Šternberka ligger 437 meter över havet och antalet invånare är 285.
Terrängen runt Domašov u Šternberka är kuperad österut, men västerut är den platt. Runt Domašov u Šternberka är det tätbefolkat, med 476 invånare per kvadratkilometer. Närmaste större samhälle är Olomouc, 13,7 km sydväst om Domašov u Šternberka. I omgivningarna runt Domašov u Šternberka växer i huvudsak blandskog.